# Cyclograpsus henshawi
Cyclograpsus henshawi är en kräftdjursart som beskrevs av M. J. Rathbun 1902. Cyclograpsus henshawi ingår i släktet Cyclograpsus och familjen Varunidae. Inga underarter finns listade i Catalogue of Life.